# Aron Kincaid
Aron Kincaid (* 15. Juni 1940 in Los Angeles, Kalifornien; † 6. Januar 2011 ebenda) war ein US-amerikanischer Schauspieler und Synchronsprecher.

## Leben
Kincaid wurde als Norman Neale Williams II in Hollywood geboren und wuchs in Südkalifornien auf. Sein Vater war Second Lieutenant in der United States Army Air Forces und wurde im Zweiten Weltkrieg bei einem Kampfeinsatz getötet; sein Flugzeug wurde abgeschossen. Bereits als Kind widmete sich Kincaid der Malerei, insbesondere der Ölmalerei. Ein Porträt der Schauspielerin Viveca Lindfors, das er im Alter von zehn Jahren gemalt hatte, verkaufte seine Mutter für 100 Dollar in einem Geschäft für Künstlerbedarf.
Seine Mutter heiratete erneut und zog nach Oakland, wo Kincaid seinen High-School-Abschluss erwarb. Nach seinem High-School-Abschluss schrieb Kincaid sich an der University of California, Los Angeles ein. Dort schloss er 1962 mit einem Bachelor’s Degree in Cinematografie (Cinematography) ab.
Seine erste Kinorolle hatte er 1959, unter der Regie von Roger Corman, in dem Horrorfilm Die Wespenfrau; dort spielte er zu Beginn des Films einen Bienenzüchter. Nachdem er in einer Bühnenaufführung in Los Angeles von einem Theateragenten entdeckt wurde, wurde er bei Universal Pictures unter Vertrag genommen. Eine winzige Nebenrolle hatte er als Standartenträger von Crassus in dem Monumentalfilm Spartacus. Universal besetzte Kincaid dann ab 1961 in der Fernsehserie Bachelor Father; er war der junge Rechtsanwalt Wesley Dawson, der als Juniorpartner in die Kanzlei des Hollywood-Rechtsanwalts Gregg Bentley (gespielt von John Forsythe) eintritt und sich in dessen Nichte Kelly (Noreen Corcoran) verliebt.
1963 trat er in die United States Coast Guard Reserve ein; dort diente er insgesamt acht Jahre. Nach seiner Grundausbildung nahm er seine Karriere als Filmschauspieler wieder auf. Aufgrund seines guten Aussehens erhielt er in der Folgezeit meistens die Rolle des jungen, unbeschwerten Liebhabers, der mit blondem Haar und in Strandkleidung den Typ des Surfers und Beachboys verkörperte. Er spielte in dem Strandkomödien The Girls on the Beach (1965) und  Beach Ball (1965). Er übernahm eine Gastrolle in der Agentenparodie Dr. Goldfoot und seine Bikini-Maschine (1965) und verkörperte den jungen Bobby an der Seite von Nancy Sinatra in der Horrorkomödie The Ghost in the Invisible Bikini (1966). In der Komödie Ski Party (1965) spielte Kincaid den attraktiven Skifahrer und Skilehrer Freddie Carter und übertrag sein Leinwandimage damit auch auf den Bereich des Wintersports. Weitere Filmrollen hatte Kincaid unter anderem in dem Horrorfilm Creature of Destruction (1967) und in dem Disney-Musical Der glücklichste Millionär (1967).
1972 verließ Kincaid Hollywood, zog nach San Francisco und war in den 1970er und 1980er als Fotomodell, insbesondere für Modemagazine, tätig. Er übernahm jedoch weiterhin auch Film- und Fernsehrollen, unter anderem an der Seite von John Saxon in dem Science-Fiction-Film Planet Earth (1974) und in der Action-Komödie Cannonball (1976). Einen Cameo-Auftritt absolvierte er 1984 in dem Slasher-Film Stille Nacht, Horror-Nacht.
Ab Mitte der 1980er Jahre arbeitete Kincaid intensiv als Synchronsprecher. Er lieh seine Stimme unter anderem Figuren in den Zeichentrick- und Animationsfilmen Die Schlümpfe und DuckTales – Neues aus Entenhausen. Bekannt wurde er insbesondere für seine Synchronisation der Rollen als Killer Croc in Batman und als Sky Lynx in The Transformers.
Kincaid widmete sich in späteren Jahren insbesondere der Malerei. Er veröffentlichte Karikaturen (unter dem Namen Aron Kincaid) und trat unter dem Namen N.N. Williams II als Maler von Landschaften und Seestücken hervor, die er in Galerien in Laguna Beach verkaufte.
Kincaid lebte zuletzt in Beverly Hills. Er starb im Ronald Reagan UCLA Medical Center in Los Angeles an den Folgen von Herzproblemen.

## Filme (Auswahl)
- 1959: Die Wespenfrau (The Wasp Woman)
- 1960: Spartacus
- 1962: Father Bachelor (Fernsehserie)
- 1963: Meine drei Söhne (My Three Sons)
- 1965: Mutter ist die Allerbeste (The Donna Reed Show)
- 1965: The Girls on the Beach
- 1965: Ski Party
- 1965: Beach Ball
- 1965: Dr. Goldfoot und seine Bikini-Maschine (Dr. Goldfoot and the Bikini Machine)
- 1966: The Ghost in the Invisible Bikini
- 1967: Creatures of Destruction
- 1967: Der glücklichste Millionär (The Happiest Millionaire)
- 1969: The Proud and Damned
- 1971: Lassie
- 1974: Planet Earth
- 1976: Cannonball
- 1981: Die Schlümpfe (Sprechrolle)
- 1984: Stille Nacht, Horror-Nacht (Silent Night, Deadly Night)
- 1986–1987: The Transformers (Sprechrolle)
- 1987: DuckTales – Neues aus Entenhausen (Sprechrolle)
- 1991: Feuersturm im Wolkenkratzer (Fire: Trapped on the 37th Floor)
- 1992–1994: Batman (Sprechrolle)